# آتیلا بالاش
 آتیلا بالاش (انگلیسی: Attila Balázs؛ زادهٔ ۲۷ سپتامبر ۱۹۸۹) یک تنیس‌باز اهل مجارستان است. 